# Saint-Just (Puy-de-Dôme)
Saint-Just é uma comuna francesa na região administrativa de Auvérnia-Ródano-Alpes, no departamento de Puy-de-Dôme. Estende-se por uma área de 19.42 km². Em 2010 a comuna tinha 160 habitantes (densidade: 8,2 hab./km²).